# Funningsfjørður
Funningsfjørður is een dorp dat behoort tot de gemeente Runavíkar kommuna dat vrij centraal gelegen is op het eiland Eysturoy op de Faeröer. Funningsfjørður heeft 68 inwoners. De postcode is FO 477. Funningsfjørður ligt op het einde van het gelijknamige fjord. Het dorp werd gesticht in het jaar 1812.

## Externe link

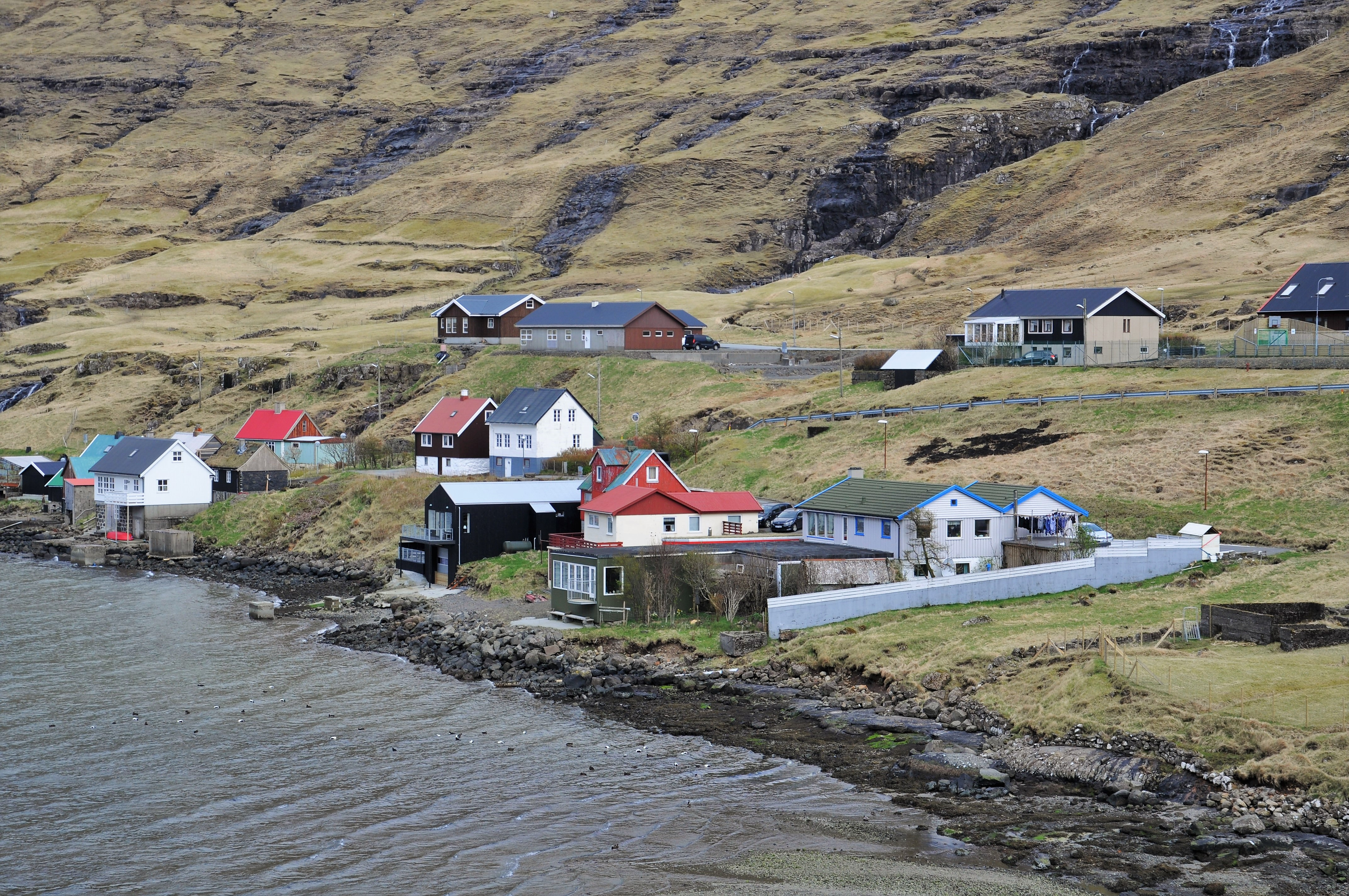
Funningsfjørður (het dorp)
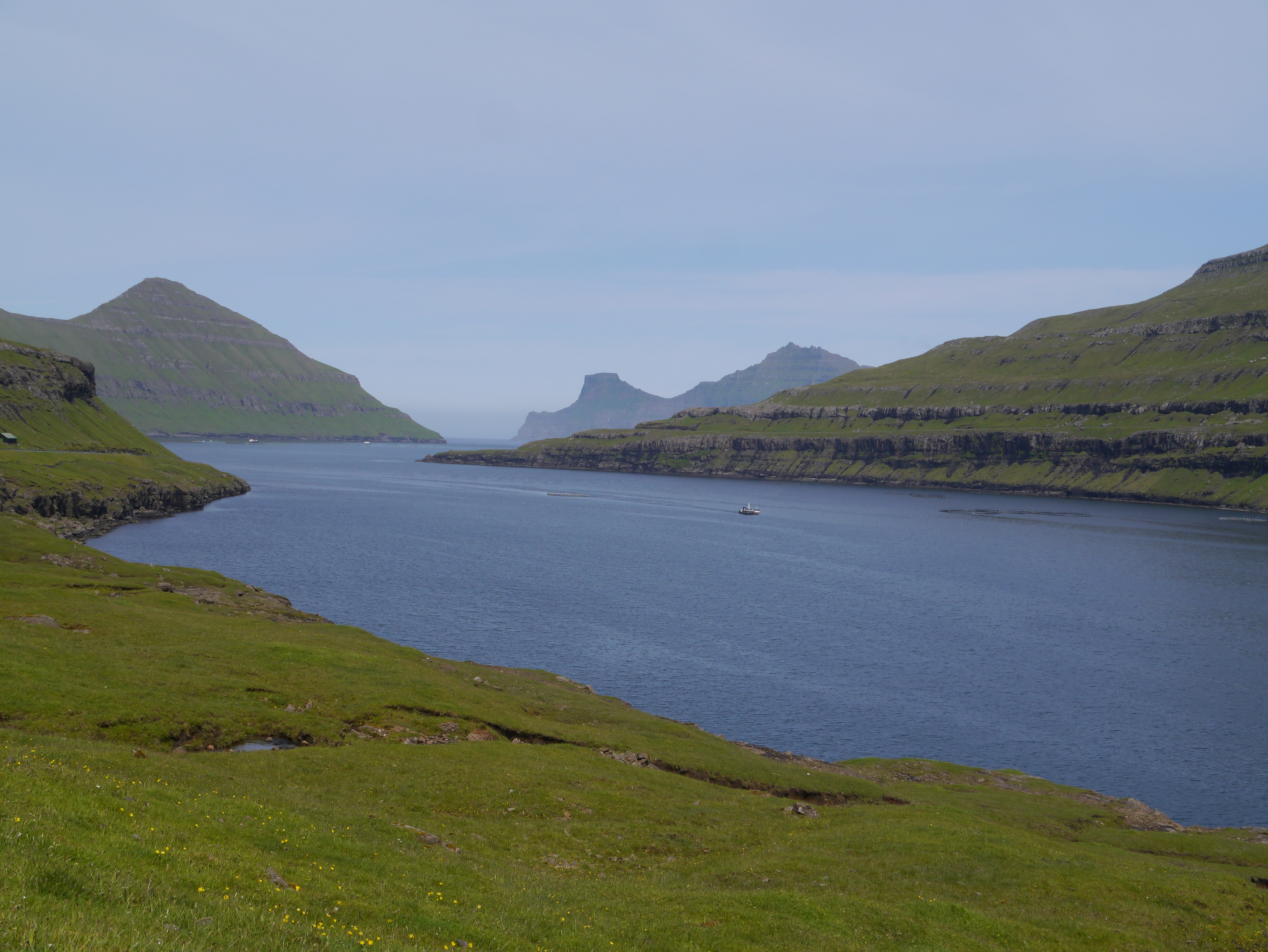
Funningsfjørður (de fjord)
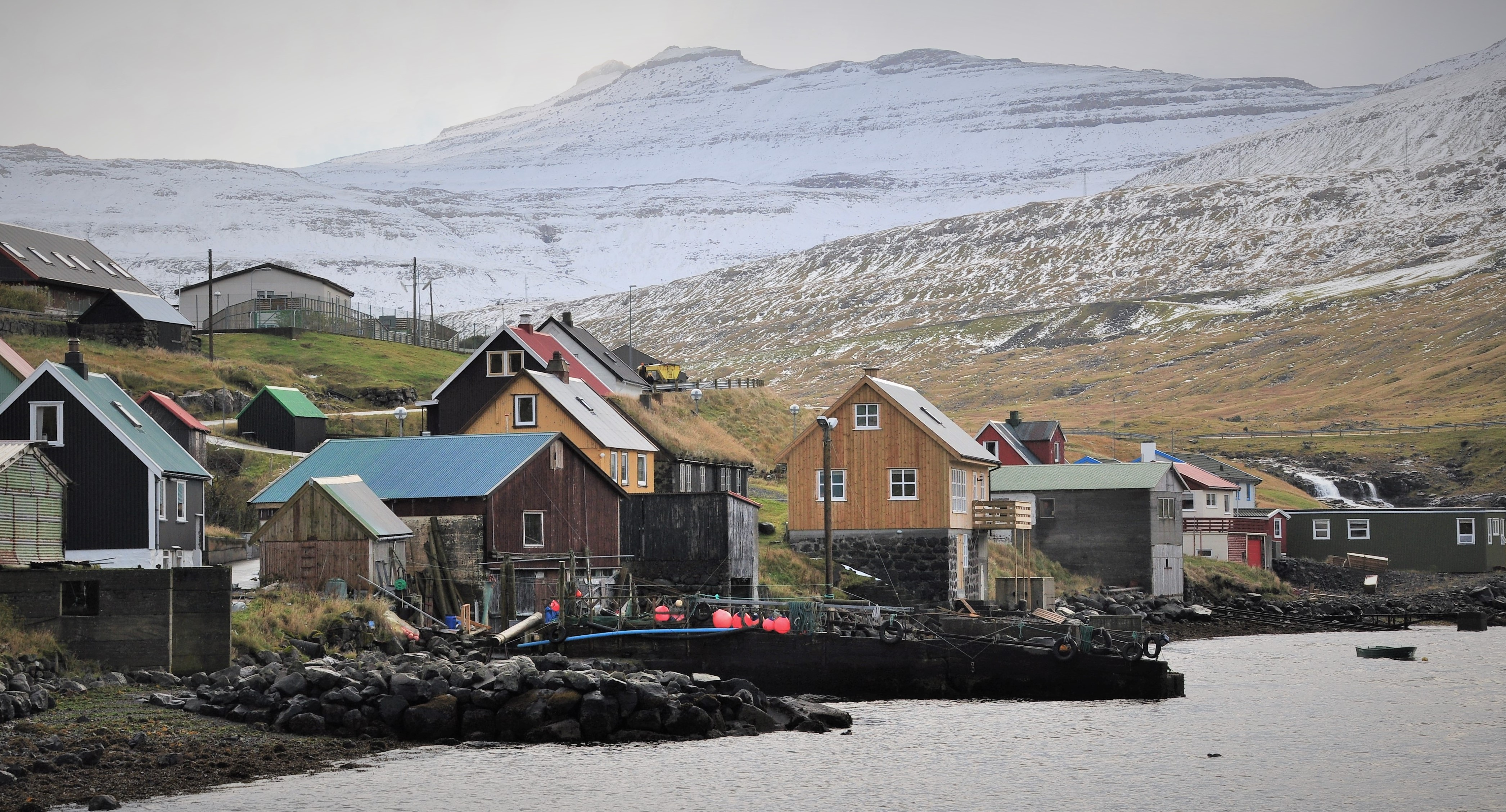
Huizen aan de oever in oktober
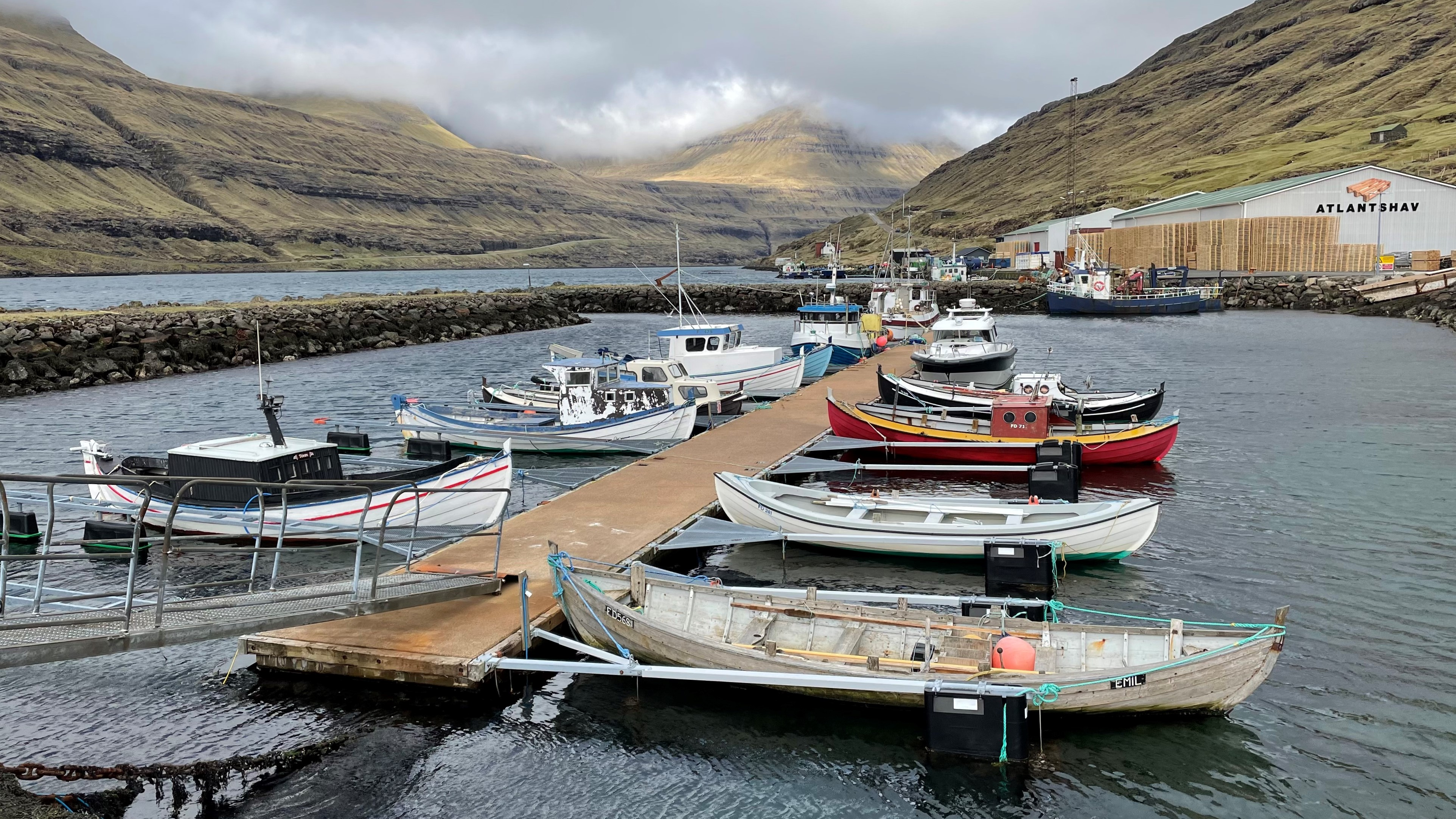
De haven